# Aaliyah Love

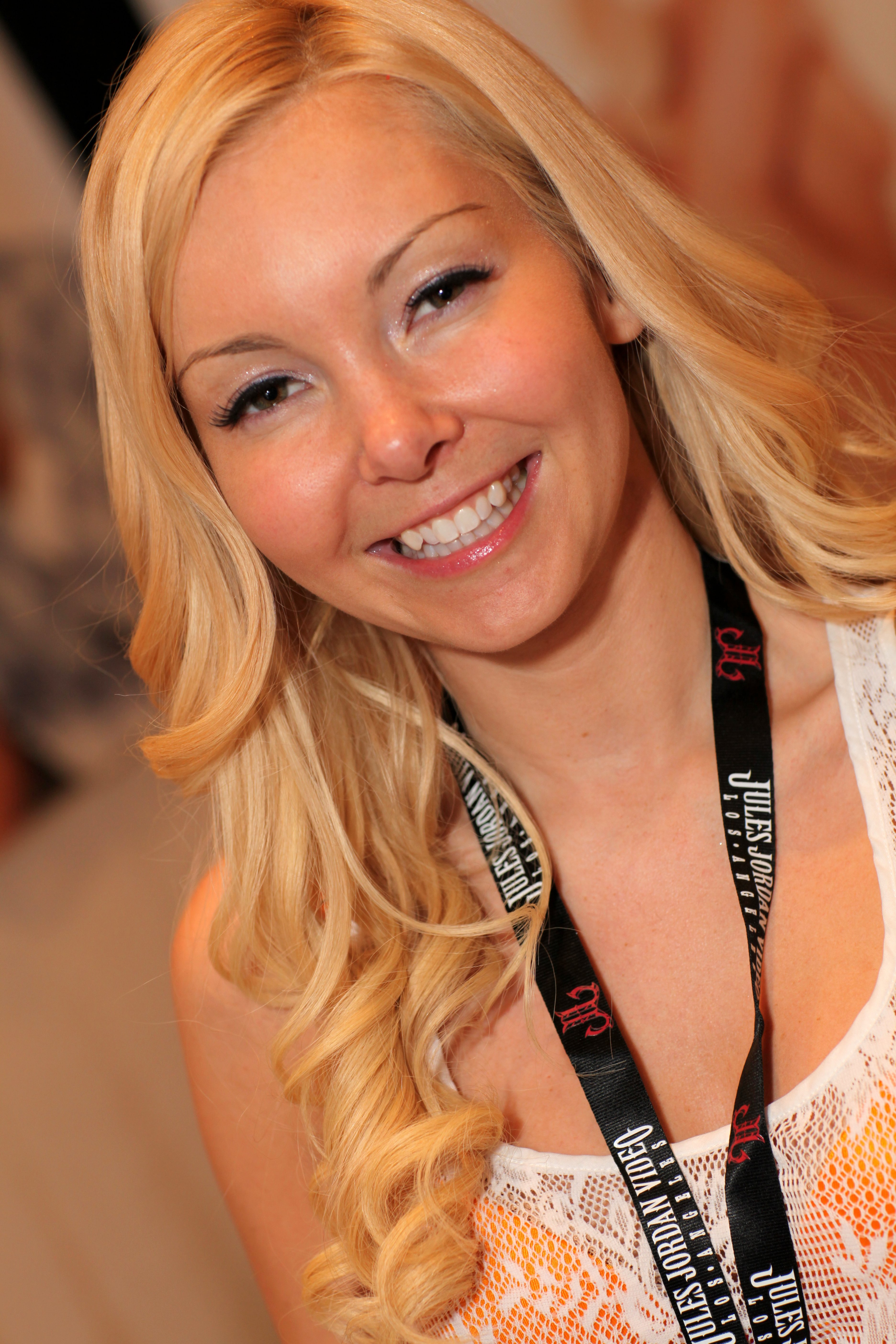
Aaliyah Love (2013)

Aaliyah Love (* 11. Juni 1981 in Chicago) ist eine US-amerikanische Pornodarstellerin.

## Privatleben
Eigenen Angaben zufolge wuchs Aaliyah Love in einer Kleinstadt in Illinois auf und zog noch zu Schulzeiten in den Großraum Baltimore. In ihren jungen Jahren war sie zuerst „immer schüchtern und ruhig und total bescheuert“ (englisch So I was always shy and quiet and totally dorky.), in der High School geriet sie dann etwas neben die Spur und wurde zu einem „bösen Kind“ (englisch when high school rolled around, I went through a bad streak. And I admit, I was a really bad kid.), das u. a. Marihuana rauchte. Ein nennenswertes sexuelles Interesse hatte sie zu dieser Zeit nicht.
Später besuchte sie eine Universität. Das Studium brach sie jedoch ab, da sie als Vorschullehrerin zu wenig verdiente, in einer schlechten Nachbarschaft lebte und einen alten Minivan mit einer zerbrochenen Scheibe fuhr. Stattdessen wurde sie im Alter von 18 Jahren bzw. im Jahr 2003 ein frühes Webcam-Model, als ihrer Rückschau zufolge lediglich rund 25 Frauen online waren und davon nur zwei oder drei aus den Vereinigten Staaten. Im Rahmen dieser Arbeit knüpfte sie die ersten Kontakte in die Pornoindustrie.

## Karriere
Die Arbeit als Webcam-Model machte sie vier Jahre, anschließend betrieb sie ihre eigene Website mit erotischen Aufnahmen. Ihre ersten pornografischen Szenen drehte sie im Jahr 2011. Die ersten beiden Jahre handelte es sich dabei ausschließlich um die Darstellung lesbischer Sexualität, 2013 folgten dann die ersten Szenen mit heterosexuellen Handlungen.
Als Künstlernamen entschied sie sich ursprünglich für „Molly“, aus technischen Gründen gab ihre erste Agentur ihr jedoch den Namen „Aaliyah“, der in Listen aufgrund der ersten beiden Buchstaben üblicherweise ganz vorne steht. Als Aliasvariante ist „Molly Star“ neben „Tamara“ dennoch bereits zum Einsatz gekommen.
Die Internet Adult Film Database listete gegen Jahresende 2018 knapp 450 Einträge auf, die Szenen mit ihr enthalten. Neben einer Reihe von Web-Szenen, die Aaliyah Loves Namen im Titel tragen und die sie für Anbieter wie Bangbros (u. a. Aaliyah love Swallows It All und Backroom Fucking With Aaliyah Love), Brazzers (u. a. Aaliyah Fucks Her Biggest Fan), Dogfart (u. a. Blacks On Blondes: Aaliyah Love's Third Appearance, Zebra Girls: Aaliyah Love), Reality Kings (u. a. Aaliyah Knows Best, Loving Aaliyah) oder TeamSkeet (u. a. PervMom: Aaliyah Love) gedreht hat, wurden auch verschiedene DVDs mit ihr als namensgebende Akteurin von verschiedenen Produktionsstudios in Umlauf gebracht. Dazu gehören u. a. Aaliyah Love's Female Obsession aus dem Jahr 2013 von Vivid, der rein lesbische Sexualität zeigt und bei dem Sunny Leone Regie führte.

## Trivia
In einem Interview verriet Aaliyah Love einen, aus ihrer Sicht wesentlichen, Unterschied zwischen ihrer Zeit als Webcam-Model und der nachfolgenden Zeit als Pornodarstellerin: Bei den Webcam-Aufnahmen sei der Oralverkehr sprichwörtlich simuliert gewesen und man habe auf dem Bildschirm im Wesentlichen nur Haare gesehen – die Zunge habe den anderen Körper nie berührt.
Auf einer sogenannten „Yes List“ führt sie eine Liste mit männlichen Pornodarstellern, mit denen sie bereit ist, Szenen zu drehen. Im Sommer 2013 umfasste diese Liste 12 Namen. Mit fünf dieser Darsteller gab es zu diesem Zeitpunkt bereits Aufnahmen.

## Awards (Auswahl)
AVN Awards
- 2015: „Best Solo Website“[13]

XBIZ Awards
- 2015: Beste Szene – Parodie (American Hustle XXX, Smash Pictures), mit Tommy Pistol[14]

### Nominierungen
AVN Awards
- 2015: „Best Supporting Actress“ (American Hustle XXX, Smash Pictures)[15]
- 2016: „Best Porn Star Website“, „Best Solo/Tease Performance“ (Cherry Spot 3)[16]
- 2017: „Best Supporting Actress“ (New Beginnings, Wicked Pictures)[17]
- 2018: „MILF Performer of the Year“, „Best Supporting Actress“ (Inner Demons)[18]

XBIZ Awards
- 2014: „Girl/Girl Performer of the Year“, „Performer Site of the Year“[19]
- 2015: „Best Actress - All-Girl Release“ (Carrie's Secret, Filly Films), „Best Actress - Parody Release“ (American Hustle XXX, Smash Pictures), „Female Performer of the Year“[20]

## Filmografie (Auswahl)
- 2013: Aaliyah Love's Female Obsession
- 2013: Kittens & Cougars 7
- 2013–2018: Women Seeking Women 108, 83, 94, 96, 106, 108, 112, 129, 158
- 2014: American Hustle XXX
- 2014: Big Mouthfuls 26
- 2014: Game of Bones
- 2014: Oil Overload 11
- 2015: Aaliyah Love: All You Need is Love
- 2015: Diary of a Nanny 6
- 2017: Yoga Girls 4
- 2018: Aaliyah Love and Her Girlfriends
- 2018: Moms Bang Teens 28
- 2020: Cougar Queen: A Tiger King Parody